# 非異性戀

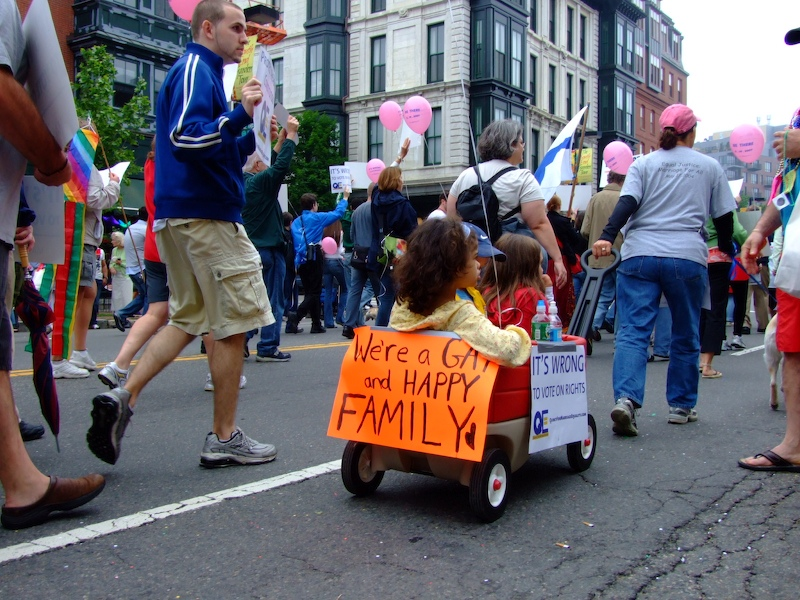
图示为2007年的一次骄傲游行，其中的LGBT群体，研究者命名為“非异性恋”。

非异性恋（英語：Non-heterosexual）是一个雨傘術語（即集合性术语），可以用来描述同性恋、双性恋、泛性恋以及其他不再被认为是异性恋的人。 该术语定义了“什么是社會規範以及一个特定群体如何不合规范的概念”。 非异性恋被用在女權主義和性别研究领域，也在学术作品中用来区分性取向，而使用它可以有多种理解。 该术语和酷儿(queer)很类似，只不过没有后者的政治寓意，显得更有学术气息。“酷儿”一词一般是指不合社会常规且非异性恋。
在台灣，非異性戀亦被稱作同志。
一些观点认为该术语富于争议且充满轻蔑以为，因为它“给不符合异性恋常规的人贴上标签，因此强化了異性戀霸權”。 而其他人则认为非异性恋一词只是一个在研究领域保持一致性的有用术语，他们认为该术语“凸显了我们的语言在性取向方面的不足”。例如，该术语的使用可以使忽视双性恋的趋势消减。
然而非異性戀者未必包含跨性別者與雙性人，因為跨性別者與雙性人中也有異性戀者。而無性戀與有性戀則是另一個光譜，取決於是否受到他人性吸引，一個無性戀者也有可能有情感上的性傾向。